# Gordon Allport

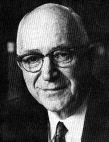
Gordon Allport

Gordon Allport (Montezuma, 11 november 1897 — Cambridge, 9 oktober 1967) was een Amerikaans psycholoog. Hij was een van de eerste psychologen die zich concentreerde op de studie van de persoonlijkheid en daarom wordt hij vaak aangeduid als een van de eerste grondleggers van de persoonlijkheidspsychologie. In 1922 behaalde hij zijn Ph.D. voor psychologie aan de Harvard-universiteit. Vervolgens heeft hij zijn hele carrière besteed aan het ontwikkelen van theorieën over sociale onderwerpen van de sociale psychologie, zoals de ontwikkeling van persoonlijkheidstests en vooroordelen.

## Biografie
Gordon Willard Allport werd geboren in Montezuma, Indiana, op 11 november 1897 als jongste van 4 zonen. Zijn vader, John Edwards Allport was een arts en zijn moeder, Nellie Edith Wise, was een lerares. Gordon groeide op volgens de protestantse religie. Toen hij 6 jaar werd, verhuisde het gezin naar Cleveland, Ohio, waar Allport zijn lagereschooltijd doorbracht.
Tijdens zijn tienerjaren studeert Allport op Glenville High School, waar hij op achttienjarige leeftijd in 1915 afstudeert. Na zijn middelbareschooltijd gaat hij naar het leger, waar hij zijn militaire plichten vervult tijdens de Eerste Wereldoorlog. Na de oorlog gaat hij economie en filosofie studeren op Harvard, waar hij in 1919 afstudeert. Hierna besluit hij naar Istanbul, Turkije te gaan, waar hij Engels en sociologie gaat onderwijzen aan het Robert College. Later keert hij terug naar Harvard, waar hij in 1921 zijn master haalt.
Onder invloed van zijn broer Floyd en Hugo Münsterberg schrijft hij in 1921 met zijn broer zijn eerste boek “Personality Traits: Their Classification and Measurement”. Dit boek was het eerste boek ooit dat bepaalde welke onderwerpen moesten worden behandeld bij het bestuderen van de persoonlijkheid.
Na het behalen van zijn Ph.D. blijft hij studeren in het buitenland. Zo studeert hij aan de universiteit van Berlijn en Hamburg in Duitsland en aan de Universiteit van Cambridge in Engeland. In 1924 keert hij terug naar Harvard en begint hij les te geven in het ministerie van Ethiek.
In 1925 trouwt hij met Ada Lufkin Gould, een klinisch psychologe. Ze krijgen 1 zoon, een jongen, die later arts wordt. In 1965 wordt hun boek “Letters to Jenny” gepubliceerd. Dit boek bestaat uit 300 brieven van Allport en zijn vrouw, die ze schreven tussen 1958 en 1970.
Op 9 oktober 1967 sterft Gordon Allport in Cambridge, ten gevolge van longkanker. Hij werd 70 jaar.

## Allports werk

### Ontmoeting met Sigmund Freud
In 1922 reist Allport naar Wenen in Oostenrijk om de beroemde psychoanalyticus Sigmund Freud te ontmoeten. Bij zijn eerste bezoek vertelde Allport Freud over een jongetje in de trein naar Wenen dat bang was om vuil te worden en niet naast een vies iemand wilde zitten, ondanks aandringen van zijn moeder. Misschien, opperde Allport, had het kind deze vuilfobie van zijn moeder overgenomen, een keurige en nogal dominante vrouw. Freud vroeg toen: ‘Die kleine jongen, was jij dat?’  Deze reductie van Allports waarneming tot een gebeuren uit zijn eigen jeugd leek Allport een ontkenning van al zijn huidige motivaties en intenties en deed hem beseffen dat psychologie soms veel te diep graaft.

### Allports persoonlijkheidstheorie
Gordon Allport wordt allicht om zijn theorie over persoonlijkheidskenmerken geciteerd. Volgens Allport moest psychologisch onderzoek praktisch zijn. In plaats van te vertrekken vanuit een persoonlijkheidstheorie, baseerde hij zich op de woorden die mensen gebruiken om elkaar te beschrijven. Een woordenboek bevat zo’n 18000 woorden die gebruikt kunnen worden om mensen te beschrijven. Toen Allport de synoniemen en zeldzame woorden wegliet, hield hij ervan nog een 5000 over. Hij onderzocht de onderliggende structuur tussen deze woorden en ontdekte dat er 3 duidelijke categorieën waren: de centrale kenmerken, de gewone kenmerken en de secundaire kenmerken.
Centrale kenmerken: eigenschappen die de hele persoonlijkheid van een individu domineren. Niet iedereen heeft een centraal kenmerk, maar degenen die er wel één hebben, zijn er vaak bekend door geworden. 
Gewone kenmerken: gemeenschappelijke kenmerken die deel uitmaken van onze persoonlijkheid. Eigenschappen zoals vriendelijkheid en eerlijkheid zijn hier voorbeelden van.
Secundaire kenmerken: eigenschappen die alleen tot uiting komen in specifieke situaties.

### Contacthypothese
Allport heeft met zijn boek 'The Nature of Prejudice' ervoor gezorgd dat de contacthypothese bekendheid kreeg. Deze theorie stelt dat contact tussen verschillende (etnische) groepen kan zorgen voor minder vooroordelen tussen de verschillende groepen. De contacthypothese kreeg door hem bekendheid omdat Allport voorwaarden heeft gesteld om positief contact aan te moedigen.

### Genotypen en fenotypen
Allport was geïnteresseerd in de manier waarop kenmerken ontstaan en wat hun verband met gedrag is. Hij stelde dat een combinatie van interne en externe krachten ons gedrag beïnvloedt. Bepaalde interne krachten, die hij genotypen noemde, regelen hoe we informatie vasthouden en gebruiken om met de externe buitenwereld om te gaan. Tegelijkertijd  bepalen externe krachten, die hij fenotypen noemde, hoe individuen hun omgeving aanvaarden en hoe ze toestaan hun gedrag te beïnvloeden.

### Opportunistisch functioneren
Een begrip van Allport is ook 'opportunistisch functioneren', wat inhoudt dat de motivatie van mensen vooral gebaseerd is op het bevredigen van biologische belangen met het oog op overleven. Centraal hierin staan reactiviteit, biologie en oriëntatie op het verleden. Toch vond Allport dat opportunistisch functioneren niet het centrale thema was bij het begrijpen van menselijk gedrag. Het gedrag van de mens kwam juist voort uit hoe een mens echt is (propriate functionering, van het woord proprium, wat Allport gebruikte om het essentiële concept, 'het zelf', aan te duiden). Hierin staan juist proactiviteit, psychologie en oriëntatie op de toekomst centraal.
Het proprium definieerde hij als volgt: de aspecten van ervaringen die een individu als meest essentieel, waardevol en centraal acht. Het zelf heeft hierin zeven functies, die variabel over iemands leven opkomen:
1. Lichamelijke waarneming.
2. Zelfidentiteit.
3. Zelfverzekerdheid.
4. Zelfextensie.
5. Zelfbeeld.
6. Rationaliteit.
7. Streven naar propriaat functioneren.